# Débé (Trinité-et-Tobago)
Pour les articles homonymes, voir Débé.
 (août 2025).
Si vous disposez d'ouvrages ou d'articles de référence ou si vous connaissez des sites web de qualité traitant du thème abordé ici, merci de compléter l'article en donnant les références utiles à sa vérifiabilité et en les liant à la section « Notes et références ».
Débé (ou Debe) est une ville du sud de l'île de Trinité située dans la région de Penal–Debe, à Trinité-et-Tobago. En 2011, la ville comptait 7 084 habitants.
À l'origine, une petite colonie, Debe devient un point de transit clé qui a fusionné dans une certaine mesure avec Penal. Un lycée confessionnel y est fondé par le Sanatan Dharma Maha Sabha (Parvati Girls College). Debe prend d'abord de l'importance en tant qu'arrêt de train durant la production de canne à sucre. Cependant, avec la fermeture de l'industrie sucrière, Debe continue à être largement connue pour ses doubles et autres délices alimentaires. La région a également pris de l'importance pour sa commercialisation en gros de produits agricoles dans Namdevco, géré par le gouvernement, qui est le plus grand marché de gros du pays. On pense que la musique de chutney est originaire de la région de Barrackpore-Debe-Penal.
En 2013, l'extension de l'autoroute Sir Solomon Hochoy est inaugurée et vient rejoindre la route principale SS Erin et la route M2, faisant de la zone un carrefour routier d'importance. En 2012, d'importants travaux débutent sur le campus sud de l'Université des Indes occidentales.
Debe est administrée par la Corporation régionale de Pénal-Debe.

## Galerie

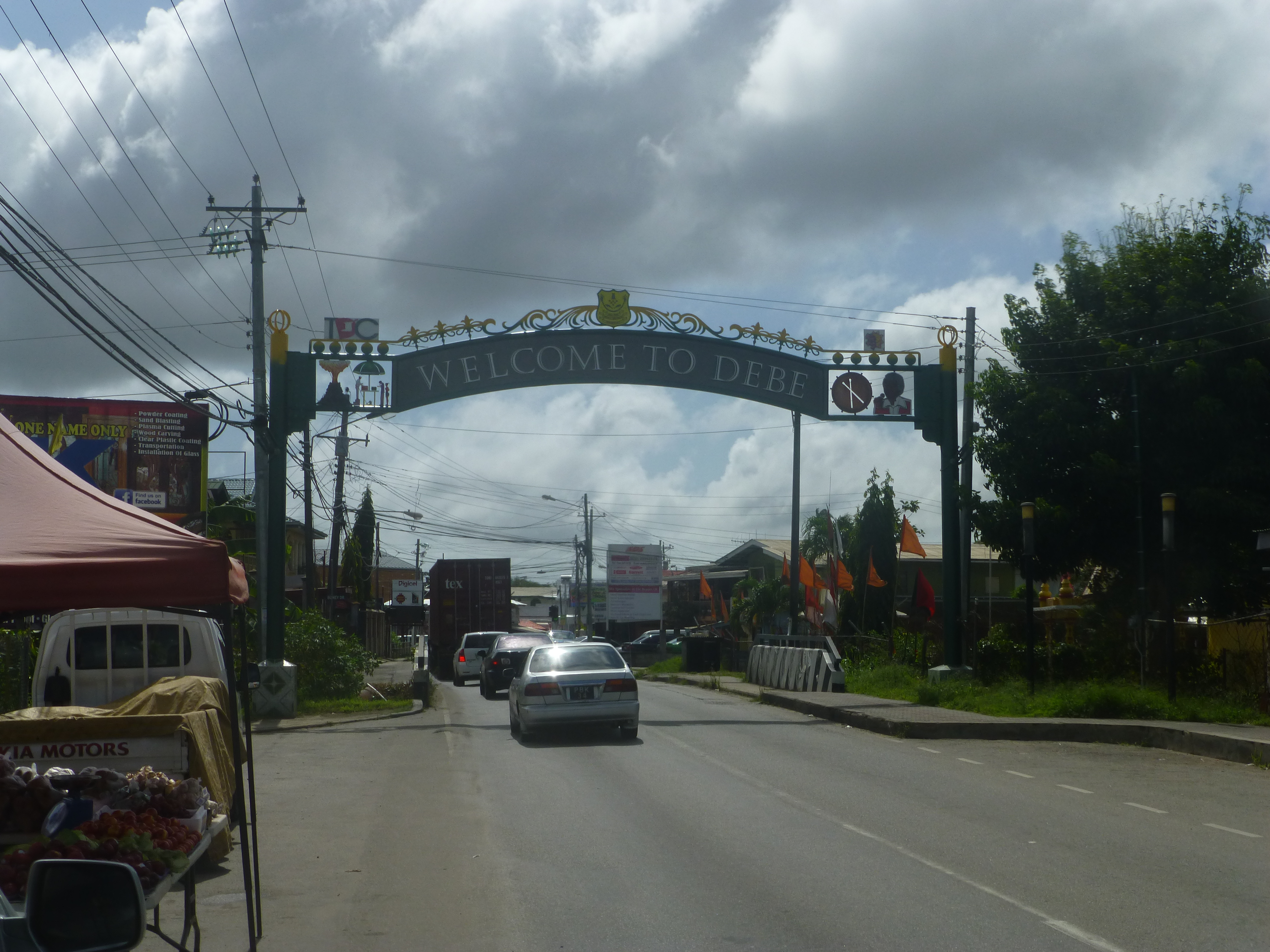
Panneau de bienvenue.
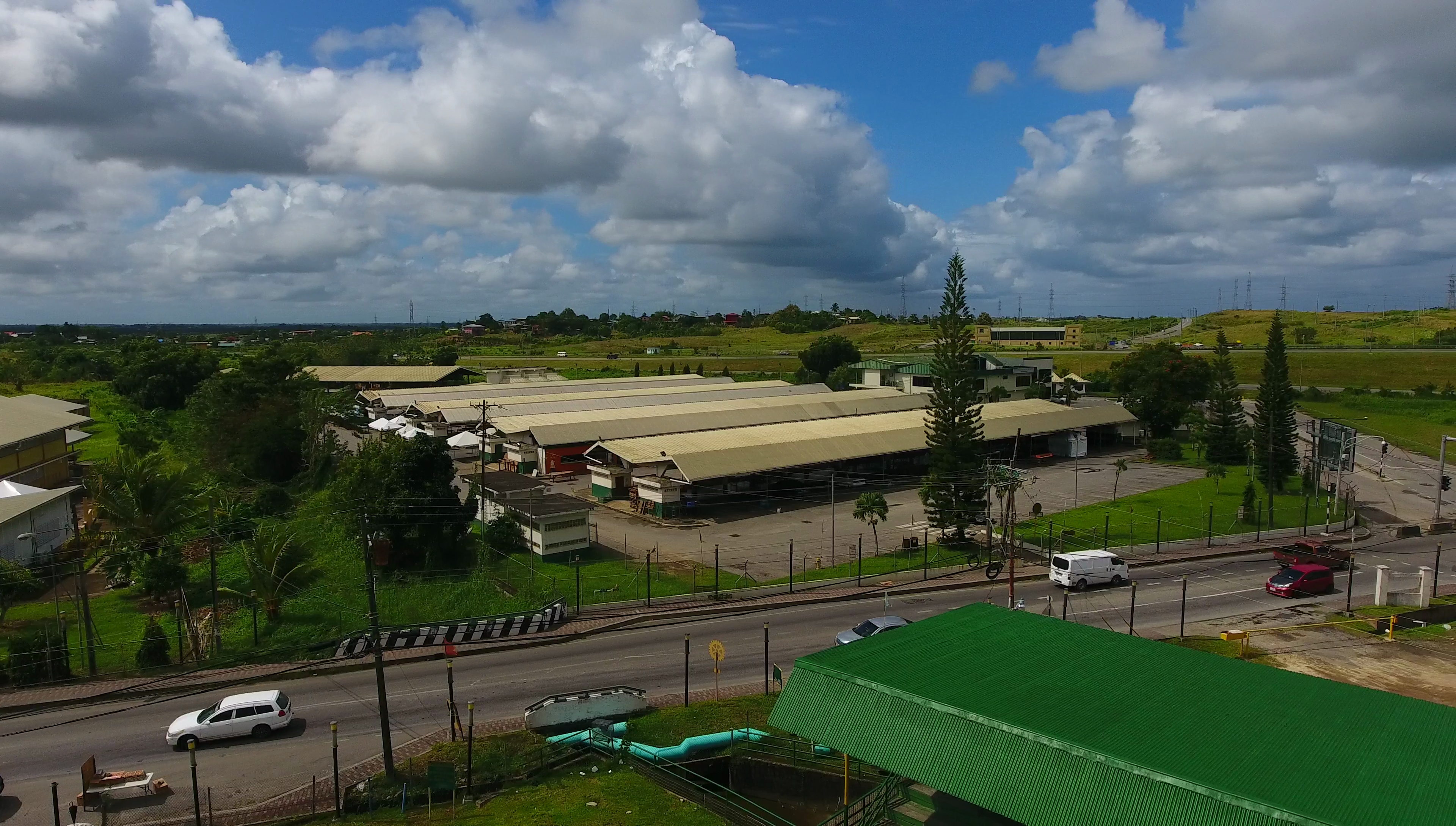
Marché de Débé.
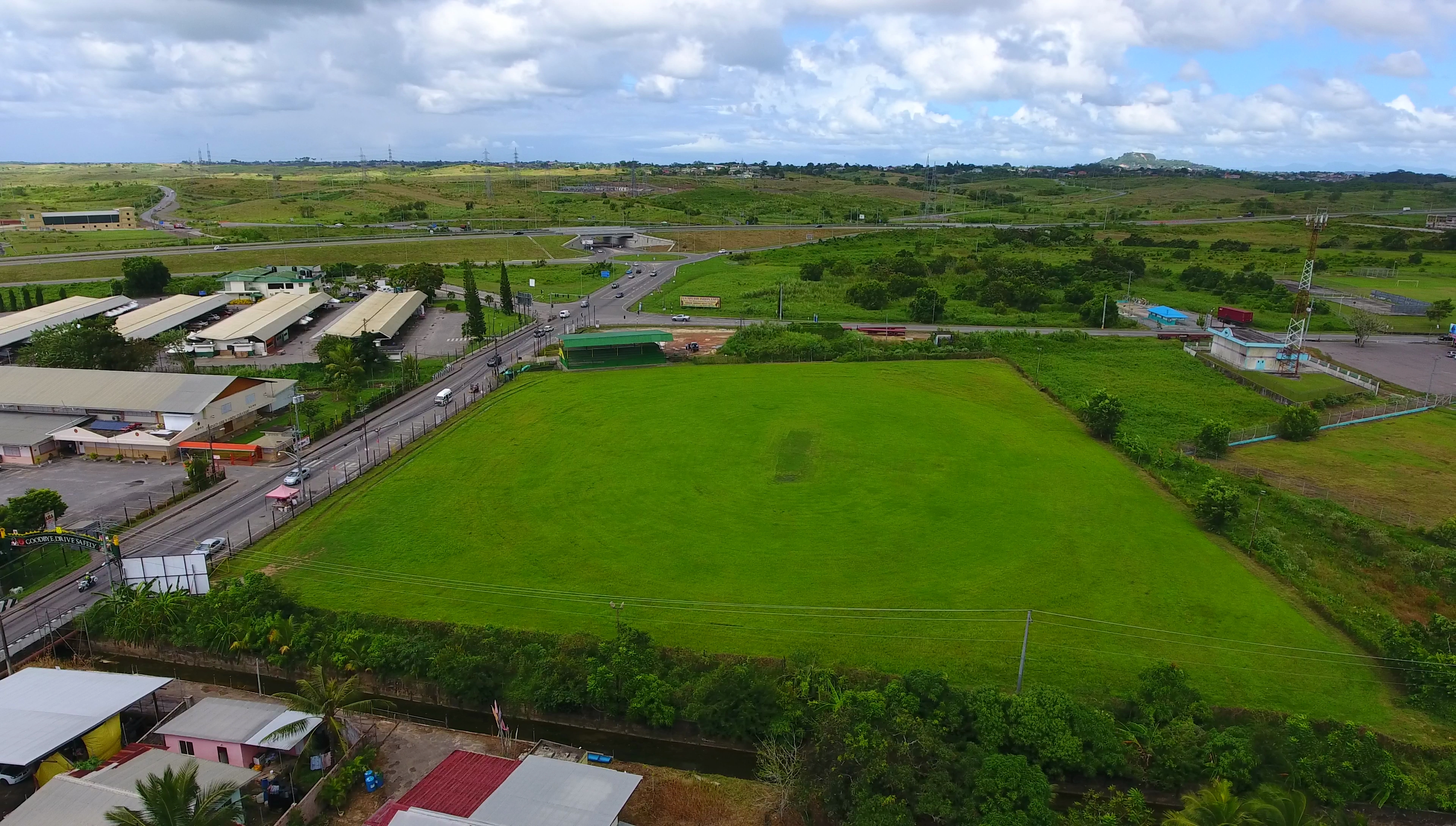
Terrain de loisirs Francis Seupaul.
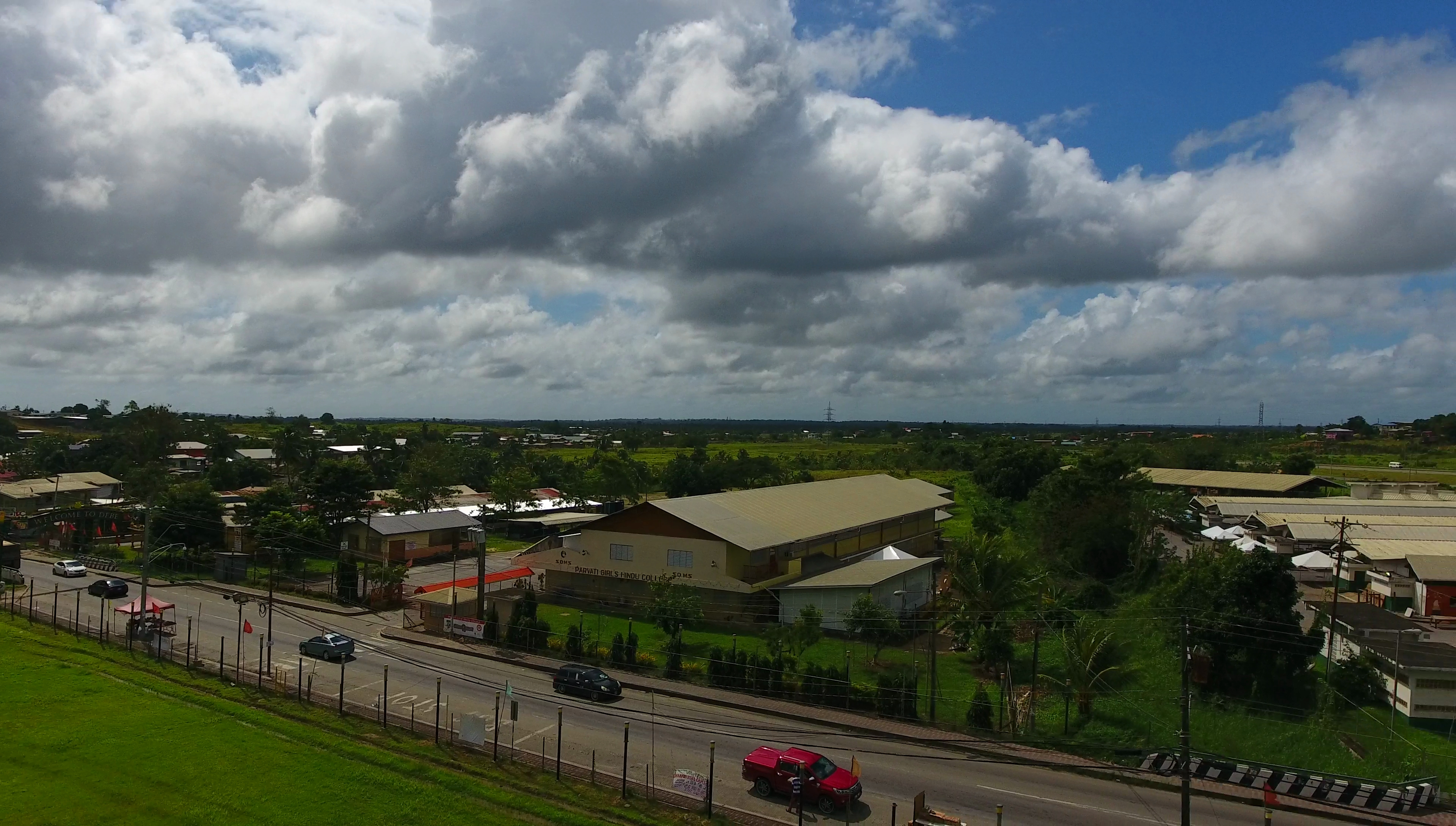
Collège hindou pour filles de Parvati.
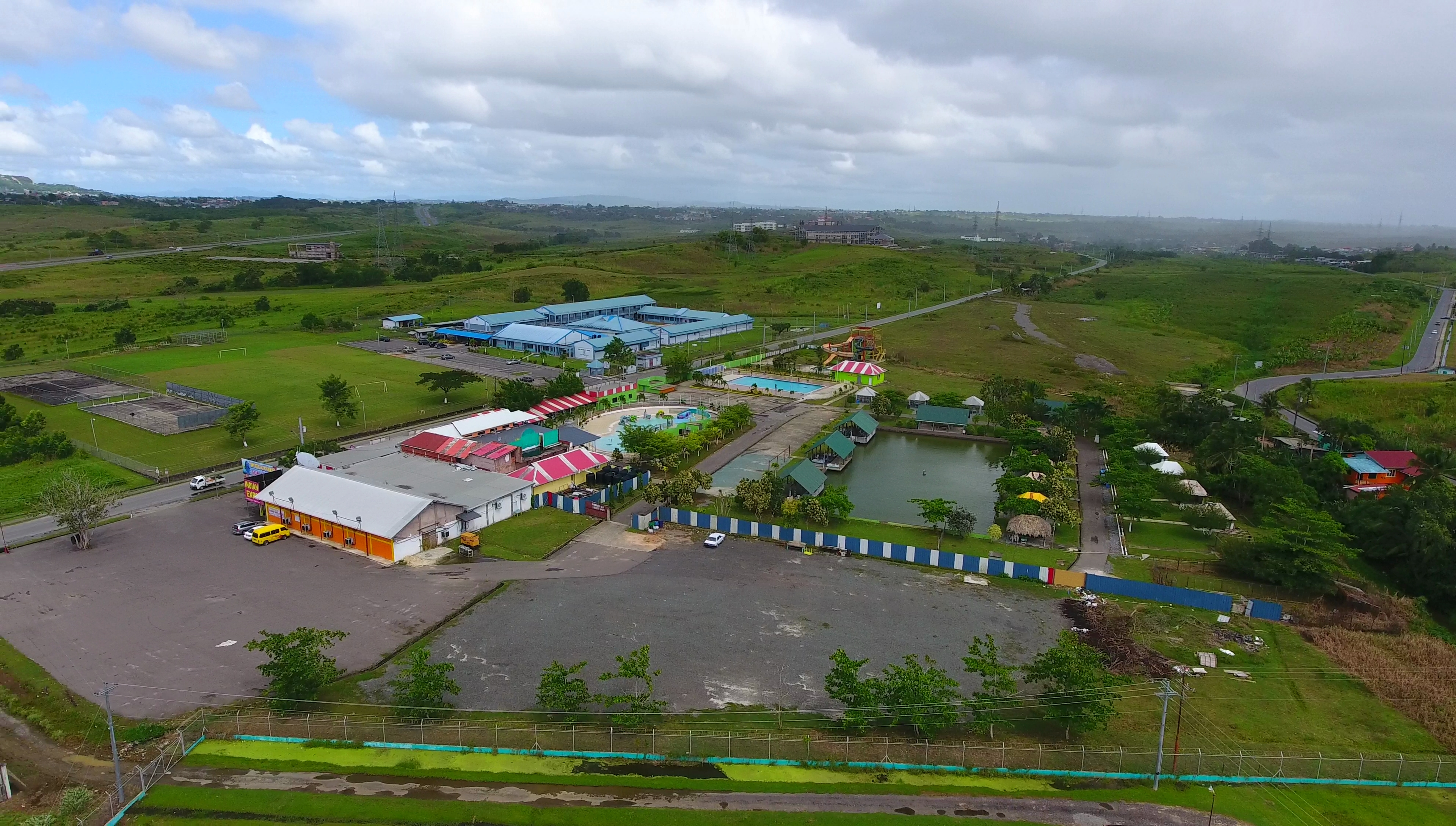
Parc aquatique Fun Splash et école secondaire Débé.
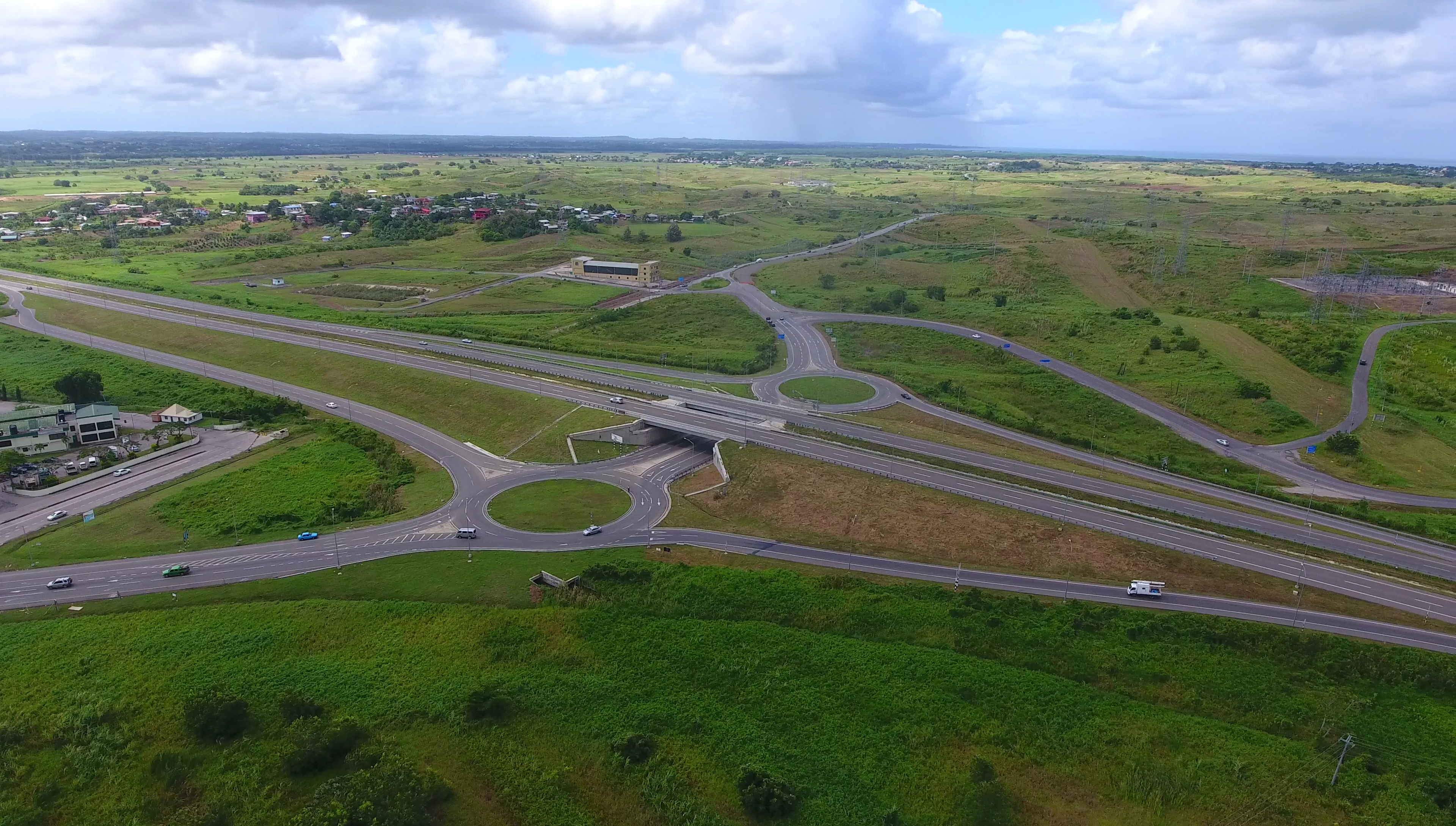
Échangeur de l'autoroute Sir Solomon Hochoy à Débé.